# In C (Terry Riley)
 In C est une œuvre du compositeur Terry Riley composée en 1964 pour 35 instrumentistes et créée le 4 novembre 1964 à San Francisco. Elle est considérée comme étant la première œuvre du courant de la musique minimaliste dite également répétitive.

## Structure
In C présente un concept alors inédit : la partition est uniquement composée de 53 phrases musicales, ou riffs ; les musiciens doivent jouer chacun de ces motifs, et le répéter autant de fois qu'ils le veulent avant de passer au motif suivant. Il n'y a aucune contrainte sur le nombre minimal ou maximal de répétitions. Ainsi, la partition de In C tient sur seulement une page, et les représentations de cette pièce musicale oscillent entre 45 minutes et 1h30.
Terry Riley note cependant quelques conseils sur cette partition : les thèmes doivent être joués dans l'ordre, doivent être répétés un nombre suffisant de fois (une minute par thème équivaut à 53 minutes de concert), et les musiciens ne doivent pas hésiter à s'arrêter de jouer de temps à autre afin d'écouter l'ensemble, et doivent tirer au maximum profit de l'alchimie sonore qui s'opère entre les instruments. Par exemple, en restant sur un thème si une interaction avec un autre instrument s'opère. De plus, il est recommandé aux musiciens de ne pas prendre trop d'avance ou de retard les uns par rapport aux autres.
La pièce peut être jouée par n'importe quel nombre d'instruments, bien qu'un groupe de 35 au moins soit préférable. Cependant, l'enregistrement original de la pièce ne comporte que 11 musiciens (mais on utilisa l'overdub pour rajouter des dizaines d'instruments), alors qu'une représentation au Walt Disney Concert Hall fut donnée par 124 musiciens. Tous les instruments peuvent jouer cette pièce ; Riley note que les synthétiseurs sont bienvenus, et que des chanteurs peuvent jouer cette pièce en utilisant les voyelles ou consonnes qu'ils veulent. Il arrive aussi bien souvent au cours d'une représentation que les musiciens échangent leurs instruments[réf. nécessaire].
Le plus souvent un musicien joue la note Do, doublée à l'octave, en une succession de croches (« traditionnellement joué par une jolie fille » note Riley sur sa partition...). Ainsi cela a fonction de métronome, et on s'y réfère comme étant la pulsation. Terry Riley apporte une importance particulière à cette note mentionnée dans le titre. C'est Steve Reich qui a suggéré cette solution à l'auteur qui, au départ, avait conçu l'œuvre comme dépourvue d'un tempo préétabli. 
Le titre, In C, veut dire « En do majeur » en anglais. Il s'agit de la première gamme apprise en études ou en cours de musique. Les premières phrases sont effectivement en do majeur, mais par la suite on trouve des motifs en mi mineur, et pour finir, en sol mineur.
Le résultat est un tissu musical tournant sur lui-même et évoluant lentement d'une couleur à l'autre, d'une tonalité à l'autre, au gré de la sensibilité des musiciens.
Dans une interview, Riley déclara : « En fait, le processus de composition d’In C fut très spontané, il s’est imposé à moi comme une sorte de vision. Ce n’était pas quelque chose que j’aurais essayé d’élaborer, un exercice intellectuel, mais une simple idée, à laquelle j’ai donné forme immédiatement... » 

## Influence
The Dharma at Big Sur, le compositeur John Adams rendit hommage à Riley avec une pulsation dans le second mouvement similaire à celle de In C.

## Discographie
Plusieurs versions de In C furent enregistrées :
- State University Center of Creative and Performing Arts (1968), Sony 7178
- Shanghai Film Orchestra conducted by Wang Yongji (1989), Celestial Harmonies 13026
- Reich 6 pianos & Riley in C par l'ensemble Piano Circus (Argo 1990)
- In C / 25th Anniversary Concert (recorded 1990, released 1995), New Albion 71.
- Bang on a Can (1998/2000), Cantaloupe 46243.
- In C - Ensemble Ictus live (2000), Cyprès 5601
- Acid Mothers Temple & The Melting Paraiso U.F.O. (2002), Squealer 37.
- In C Terry Riley par l'ensemble de guitares Désaccordes (2005 Musea Gazul)
- In C pour voix et percussions par Paul Hillier et le Percurama Percussion Ensemble (Ars Nova 2007)
- In C pour flutes par Hans Balmer sur l'album Minimal Flûte (CDBaby 2009) Ce disque contient aussi le seul enregistrement des 53 phrases composant In C jouées isolément.
- in C par l'Orkest de Volharding sur l'album The minimalists (Mode 2009)
- In C Remixed par le Grand Valley State University New Music Ensemble (Innova 2009).
- In C live @ le Poisson Rouge par le Grand Valley State University New Music Ensemble (Ghostly international 2010)
- In C par Adrian Utley's Guitar Orchestra (Invada Records 2013)
- Africa Express Presents ... Terry Riley's In C Mali dirigé par André de Ridder (Transgressive 2014)
- In C par la Nòvia (La Nòvia 2017)
- The Young Gods Play Terry Riley In C (Two Gentlemen, 2022)
- Erwan Keravec In C 20 sonneurs (2023)